# Liste des planètes mineures (549001-550000)
Voici la liste des planètes mineures numérotées de 549001 à 550000. Les planètes mineures sont numérotées lorsque leur orbite est confirmée, ce qui peut parfois se produire longtemps après leur découverte. Elles sont classées ici par leur numéro.

## Planètes mineures 549001 à 550000
- (549001) 2011 BE28
- (549002) 2011 BM30
- (549003) 2011 BU32
- (549004) 2011 BZ37
- (549005) 2011 BF38
- (549006) 2011 BK41
- (549007) 2011 BJ43
- (549008) 2011 BN48
- (549009) 2011 BP49
- (549010) 2011 BV49
- (549011) 2011 BN54
- (549012) 2011 BO54
- (549013) 2011 BW54
- (549014) 2011 BJ55
- (549015) 2011 BL56
- (549016) 2011 BM56
- (549017) 2011 BE63
- (549018) 2011 BM63
- (549019) 2011 BO63
- (549020) 2011 BU67
- (549021) 2011 BN69
- (549022) 2011 BD70
- (549023) 2011 BR71
- (549024) 2011 BJ72
- (549025) 2011 BZ72
- (549026) 2011 BL73
- (549027) 2011 BA75
- (549028) 2011 BW75
- (549029) 2011 BS76
- (549030) 2011 BG79
- (549031) 2011 BZ79
- (549032) 2011 BS80
- (549033) 2011 BG86
- (549034) 2011 BZ87
- (549035) 2011 BA88
- (549036) 2011 BC89
- (549037) 2011 BO91
- (549038) 2011 BP95
- (549039) 2011 BX95
- (549040) 2011 BG97
- (549041) 2011 BB99
- (549042) 2011 BR106
- (549043) 2011 BM110
- (549044) 2011 BR115
- (549045) 2011 BF117
- (549046) 2011 BO117
- (549047) 2011 BH120
- (549048) 2011 BO120
- (549049) 2011 BE123
- (549050) 2011 BQ124
- (549051) 2011 BJ125
- (549052) 2011 BQ125
- (549053) 2011 BC126
- (549054) 2011 BE126
- (549055) 2011 BO127
- (549056) 2011 BS128
- (549057) 2011 BA132
- (549058) 2011 BV134
- (549059) 2011 BG138
- (549060) 2011 BS138
- (549061) 2011 BP139
- (549062) 2011 BK142
- (549063) 2011 BP143
- (549064) 2011 BW144
- (549065) 2011 BA147
- (549066) 2011 BY147
- (549067) 2011 BB150
- (549068) 2011 BV152
- (549069) 2011 BV154
- (549070) 2011 BB155
- (549071) 2011 BX157
- (549072) 2011 BT158
- (549073) 2011 BK162
- (549074) 2011 BE165
- (549075) 2011 BY167
- (549076) 2011 BN171
- (549077) 2011 BS171
- (549078) 2011 BY171
- (549079) 2011 BF172
- (549080) 2011 BJ172
- (549081) 2011 BQ173
- (549082) 2011 BC174
- (549083) 2011 BQ175
- (549084) 2011 BA182
- (549085) 2011 BH183
- (549086) 2011 BV185
- (549087) 2011 BF196
- (549088) 2011 CS2
- (549089) 2011 CC5
- (549090) 2011 CD6
- (549091) 2011 CA13
- (549092) 2011 CQ13
- (549093) 2011 CQ22
- (549094) 2011 CD29
- (549095) 2011 CQ29
- (549096) 2011 CF30
- (549097) 2011 CJ30
- (549098) 2011 CO31
- (549099) 2011 CC33
- (549100) 2011 CG35
- (549101) 2011 CE36
- (549102) 2011 CD38
- (549103) 2011 CS38
- (549104) 2011 CQ39
- (549105) 2011 CR40
- (549106) 2011 CN41
- (549107) Hackitamás
- (549108) 2011 CS45
- (549109) 2011 CL46
- (549110) 2011 CB47
- (549111) 2011 CL49
- (549112) 2011 CU52
- (549113) 2011 CD54
- (549114) 2011 CQ55
- (549115) 2011 CR61
- (549116) 2011 CM65
- (549117) 2011 CQ67
- (549118) 2011 CR77
- (549119) 2011 CS80
- (549120) 2011 CD81
- (549121) 2011 CK87
- (549122) 2011 CH90
- (549123) 2011 CP92
- (549124) 2011 CF94
- (549125) 2011 CA103
- (549126) 2011 CB105
- (549127) 2011 CP105
- (549128) 2011 CL106
- (549129) 2011 CE107
- (549130) 2011 CK107
- (549131) 2011 CE108
- (549132) 2011 CO108
- (549133) 2011 CL113
- (549134) 2011 CO114
- (549135) 2011 CS116
- (549136) 2011 CJ122
- (549137) 2011 CH125
- (549138) 2011 CC127
- (549139) 2011 CN127
- (549140) 2011 CV128
- (549141) 2011 CW132
- (549142) 2011 CC136
- (549143) 2011 DZ2
- (549144) 2011 DT4
- (549145) 2011 DW5
- (549146) 2011 DM7
- (549147) 2011 DH19
- (549148) 2011 DG21
- (549149) 2011 DV21
- (549150) 2011 DE23
- (549151) Serra-Ricart
- (549152) 2011 DD28
- (549153) 2011 DE29
- (549154) 2011 DL31
- (549155) 2011 DK32
- (549156) 2011 DW32
- (549157) 2011 DZ33
- (549158) 2011 DR37
- (549159) 2011 DR41
- (549160) 2011 DZ42
- (549161) 2011 DG43
- (549162) 2011 DZ44
- (549163) 2011 DA47
- (549164) 2011 DP47
- (549165) 2011 DR47
- (549166) 2011 DC48
- (549167) 2011 DF52
- (549168) 2011 DL52
- (549169) 2011 DL54
- (549170) 2011 ES2
- (549171) 2011 EX5
- (549172) 2011 EK12
- (549173) 2011 EF14
- (549174) 2011 EG15
- (549175) 2011 EG21
- (549176) 2011 EQ23
- (549177) 2011 EV24
- (549178) 2011 EN26
- (549179) 2011 EM27
- (549180) 2011 ER27
- (549181) 2011 EZ29
- (549182) 2011 EG30
- (549183) 2011 ER34
- (549184) 2011 EZ41
- (549185) Herczeg
- (549186) 2011 EY44
- (549187) 2011 EH46
- (549188) 2011 EZ47
- (549189) 2011 EJ48
- (549190) 2011 EE50
- (549191) 2011 EA52
- (549192) 2011 EL52
- (549193) 2011 ES52
- (549194) 2011 ES53
- (549195) 2011 EH55
- (549196) 2011 EM55
- (549197) 2011 EC57
- (549198) 2011 EZ58
- (549199) 2011 EF60
- (549200) 2011 ES71
- (549201) 2011 EO72
- (549202) 2011 EC75
- (549203) 2011 EE78
- (549204) 2011 EE79
- (549205) 2011 EW79
- (549206) 2011 EE80
- (549207) 2011 EP80
- (549208) 2011 ED81
- (549209) 2011 EP81
- (549210) 2011 EG83
- (549211) 2011 EF89
- (549212) 2011 EK90
- (549213) 2011 EM90
- (549214) 2011 EB91
- (549215) 2011 EW91
- (549216) 2011 ES95
- (549217) 2011 EV95
- (549218) 2011 ED96
- (549219) 2011 EK97
- (549220) 2011 EA98
- (549221) 2011 EY99
- (549222) 2011 EN100
- (549223) 2011 EO100
- (549224) 2011 EZ102
- (549225) 2011 EB103
- (549226) 2011 FD3
- (549227) 2011 FT4
- (549228) Labuda
- (549229) Bánjános
- (549230) 2011 FK5
- (549231) 2011 FW10
- (549232) 2011 FF11
- (549233) 2011 FN14
- (549234) 2011 FX16
- (549235) 2011 FQ18
- (549236) 2011 FU18
- (549237) 2011 FX24
- (549238) 2011 FB25
- (549239) 2011 FJ25
- (549240) 2011 FX25
- (549241) 2011 FU26
- (549242) 2011 FL27
- (549243) 2011 FU30
- (549244) 2011 FT34
- (549245) 2011 FX35
- (549246) 2011 FS36
- (549247) 2011 FZ36
- (549248) 2011 FT39
- (549249) 2011 FO40
- (549250) 2011 FA44
- (549251) 2011 FJ44
- (549252) 2011 FH45
- (549253) 2011 FY45
- (549254) 2011 FV47
- (549255) 2011 FB51
- (549256) 2011 FR51
- (549257) 2011 FL60
- (549258) 2011 FD62
- (549259) 2011 FR62
- (549260) 2011 FC65
- (549261) 2011 FM65
- (549262) 2011 FZ66
- (549263) 2011 FK68
- (549264) 2011 FN73
- (549265) 2011 FD75
- (549266) 2011 FJ77
- (549267) 2011 FS77
- (549268) 2011 FK80
- (549269) 2011 FO80
- (549270) 2011 FF84
- (549271) 2011 FL84
- (549272) 2011 FF86
- (549273) 2011 FH86
- (549274) 2011 FO89
- (549275) 2011 FO90
- (549276) 2011 FS93
- (549277) 2011 FM98
- (549278) 2011 FN100
- (549279) 2011 FY103
- (549280) 2011 FN105
- (549281) 2011 FU106
- (549282) 2011 FC109
- (549283) 2011 FG109
- (549284) 2011 FY109
- (549285) 2011 FZ109
- (549286) 2011 FN111
- (549287) 2011 FK113
- (549288) 2011 FJ115
- (549289) 2011 FE116
- (549290) 2011 FZ119
- (549291) 2011 FM121
- (549292) 2011 FN124
- (549293) 2011 FS124
- (549294) 2011 FU125
- (549295) 2011 FR130
- (549296) 2011 FK133
- (549297) 2011 FN134
- (549298) 2011 FQ136
- (549299) 2011 FN138
- (549300) 2011 FY145
- (549301) 2011 FH153
- (549302) 2011 FZ156
- (549303) 2011 FX159
- (549304) 2011 FY159
- (549305) 2011 FG160
- (549306) 2011 FO160
- (549307) 2011 FO164
- (549308) 2011 FC166
- (549309) 2011 FU167
- (549310) 2011 GW
- (549311) 2011 GM5
- (549312) 2011 GD6
- (549313) 2011 GF7
- (549314) 2011 GG7
- (549315) 2011 GR10
- (549316) 2011 GH16
- (549317) 2011 GJ16
- (549318) 2011 GS18
- (549319) 2011 GU18
- (549320) 2011 GW18
- (549321) 2011 GO20
- (549322) 2011 GT20
- (549323) 2011 GW22
- (549324) 2011 GM23
- (549325) 2011 GE24
- (549326) 2011 GV25
- (549327) 2011 GU26
- (549328) 2011 GO27
- (549329) 2011 GW27
- (549330) 2011 GR29
- (549331) 2011 GP35
- (549332) 2011 GB39
- (549333) 2011 GF39
- (549334) 2011 GF42
- (549335) 2011 GN43
- (549336) 2011 GC47
- (549337) 2011 GE47
- (549338) 2011 GQ48
- (549339) 2011 GU50
- (549340) 2011 GF51
- (549341) 2011 GB53
- (549342) 2011 GS56
- (549343) 2011 GB57
- (549344) 2011 GB66
- (549345) 2011 GJ66
- (549346) 2011 GD72
- (549347) 2011 GG72
- (549348) 2011 GZ74
- (549349) 2011 GK76
- (549350) 2011 GB77
- (549351) 2011 GD77
- (549352) 2011 GE79
- (549353) 2011 GH80
- (549354) 2011 GK83
- (549355) 2011 GQ83
- (549356) 2011 GF87
- (549357) 2011 GK87
- (549358) 2011 GN90
- (549359) 2011 GQ90
- (549360) 2011 GY90
- (549361) 2011 GL91
- (549362) 2011 GE92
- (549363) 2011 GV94
- (549364) 2011 GJ95
- (549365) 2011 GM95
- (549366) 2011 GN95
- (549367) 2011 GO95
- (549368) 2011 GE97
- (549369) 2011 GC98
- (549370) 2011 GD100
- (549371) 2011 GL100
- (549372) 2011 GM100
- (549373) 2011 GP100
- (549374) 2011 GQ101
- (549375) 2011 GT101
- (549376) 2011 GU101
- (549377) 2011 GZ102
- (549378) 2011 GM103
- (549379) 2011 HK
- (549380) 2011 HF2
- (549381) 2011 HQ3
- (549382) 2011 HD4
- (549383) 2011 HD9
- (549384) 2011 HW13
- (549385) 2011 HY15
- (549386) 2011 HB16
- (549387) 2011 HM17
- (549388) 2011 HH19
- (549389) 2011 HM21
- (549390) 2011 HA22
- (549391) 2011 HH22
- (549392) 2011 HQ28
- (549393) 2011 HL32
- (549394) 2011 HM32
- (549395) 2011 HA33
- (549396) 2011 HP34
- (549397) 2011 HE35
- (549398) 2011 HM37
- (549399) 2011 HD39
- (549400) 2011 HR39
- (549401) 2011 HU40
- (549402) 2011 HV40
- (549403) 2011 HV41
- (549404) 2011 HE42
- (549405) 2011 HX42
- (549406) 2011 HB43
- (549407) 2011 HJ45
- (549408) 2011 HF47
- (549409) 2011 HX47
- (549410) 2011 HD49
- (549411) 2011 HU49
- (549412) 2011 HB51
- (549413) 2011 HJ54
- (549414) 2011 HK54
- (549415) 2011 HT54
- (549416) 2011 HJ55
- (549417) 2011 HE58
- (549418) Andreifesenko
- (549419) 2011 HA65
- (549420) 2011 HK71
- (549421) 2011 HD72
- (549422) 2011 HO72
- (549423) 2011 HF73
- (549424) 2011 HJ74
- (549425) 2011 HS74
- (549426) 2011 HX77
- (549427) 2011 HF78
- (549428) 2011 HA79
- (549429) 2011 HK86
- (549430) 2011 HP86
- (549431) 2011 HU86
- (549432) 2011 HW88
- (549433) 2011 HY88
- (549434) 2011 HE94
- (549435) 2011 HN94
- (549436) 2011 HK95
- (549437) 2011 HN95
- (549438) 2011 HT95
- (549439) 2011 HG97
- (549440) 2011 HH97
- (549441) 2011 HR98
- (549442) 2011 HV99
- (549443) 2011 HF101
- (549444) 2011 HL104
- (549445) 2011 HS104
- (549446) 2011 HV104
- (549447) 2011 HD105
- (549448) 2011 HF105
- (549449) 2011 HZ105
- (549450) 2011 HV106
- (549451) 2011 HZ106
- (549452) 2011 HB107
- (549453) 2011 HK107
- (549454) 2011 HQ107
- (549455) 2011 HT107
- (549456) 2011 HB108
- (549457) 2011 HO108
- (549458) 2011 HQ109
- (549459) 2011 JX1
- (549460) 2011 JB3
- (549461) 2011 JX5
- (549462) 2011 JR7
- (549463) 2011 JQ9
- (549464) 2011 JO16
- (549465) 2011 JE17
- (549466) 2011 JP18
- (549467) 2011 JK19
- (549468) 2011 JN19
- (549469) 2011 JH20
- (549470) 2011 JL20
- (549471) 2011 JZ21
- (549472) 2011 JS22
- (549473) 2011 JF23
- (549474) 2011 JD24
- (549475) 2011 JQ30
- (549476) 2011 JJ32
- (549477) 2011 JV32
- (549478) 2011 JG33
- (549479) 2011 JM33
- (549480) 2011 JQ33
- (549481) 2011 JJ34
- (549482) 2011 JK35
- (549483) 2011 JA37
- (549484) 2011 JC37
- (549485) 2011 KR
- (549486) 2011 KB2
- (549487) 2011 KV2
- (549488) 2011 KT3
- (549489) 2011 KZ7
- (549490) 2011 KO8
- (549491) 2011 KX8
- (549492) 2011 KC9
- (549493) 2011 KD9
- (549494) 2011 KQ9
- (549495) 2011 KY12
- (549496) 2011 KE13
- (549497) 2011 KW13
- (549498) 2011 KK17
- (549499) 2011 KN24
- (549500) 2011 KT25
- (549501) 2011 KW25
- (549502) 2011 KO27
- (549503) 2011 KY28
- (549504) 2011 KH29
- (549505) 2011 KA30
- (549506) 2011 KL33
- (549507) 2011 KC34
- (549508) 2011 KS36
- (549509) 2011 KK38
- (549510) 2011 KQ38
- (549511) 2011 KO40
- (549512) 2011 KG41
- (549513) 2011 KJ41
- (549514) 2011 KF42
- (549515) 2011 KM44
- (549516) 2011 KP48
- (549517) 2011 KG49
- (549518) 2011 KT49
- (549519) 2011 KK52
- (549520) 2011 KM52
- (549521) 2011 KT52
- (549522) 2011 KH53
- (549523) 2011 KM53
- (549524) 2011 KU54
- (549525) 2011 KX54
- (549526) 2011 LH3
- (549527) 2011 LK3
- (549528) 2011 LX3
- (549529) 2011 LD4
- (549530) 2011 LS4
- (549531) 2011 LC5
- (549532) 2011 LW5
- (549533) 2011 LL6
- (549534) 2011 LU7
- (549535) 2011 LZ7
- (549536) 2011 LA9
- (549537) 2011 LR12
- (549538) 2011 LV13
- (549539) 2011 LG14
- (549540) 2011 LP15
- (549541) 2011 LD16
- (549542) 2011 LQ17
- (549543) 2011 LF20
- (549544) 2011 LN22
- (549545) 2011 LV22
- (549546) 2011 LX23
- (549547) 2011 LY23
- (549548) 2011 LA24
- (549549) 2011 LW25
- (549550) 2011 LY25
- (549551) 2011 LZ29
- (549552) 2011 LV30
- (549553) 2011 LB31
- (549554) 2011 LK31
- (549555) 2011 LL32
- (549556) 2011 LW32
- (549557) 2011 LH33
- (549558) 2011 LD34
- (549559) 2011 LA35
- (549560) 2011 MP
- (549561) 2011 MX1
- (549562) 2011 MN3
- (549563) 2011 MA6
- (549564) 2011 MZ6
- (549565) 2011 MR7
- (549566) 2011 MZ11
- (549567) 2011 MV12
- (549568) 2011 MZ12
- (549569) 2011 MB13
- (549570) 2011 MP13
- (549571) 2011 ML15
- (549572) 2011 NF
- (549573) 2011 NH5
- (549574) 2011 NE6
- (549575) 2011 OF5
- (549576) 2011 ON6
- (549577) 2011 OE10
- (549578) 2011 OT10
- (549579) 2011 OR12
- (549580) 2011 OR13
- (549581) 2011 OJ19
- (549582) 2011 OG20
- (549583) 2011 OL20
- (549584) 2011 OL27
- (549585) 2011 OZ27
- (549586) 2011 OK30
- (549587) 2011 OL31
- (549588) 2011 OH34
- (549589) 2011 OK34
- (549590) 2011 OQ35
- (549591) 2011 OO36
- (549592) 2011 OX36
- (549593) 2011 OR37
- (549594) 2011 OO38
- (549595) 2011 OV38
- (549596) 2011 OM40
- (549597) 2011 OU40
- (549598) 2011 OC44
- (549599) 2011 OM44
- (549600) 2011 OS45
- (549601) 2011 OR48
- (549602) 2011 OO50
- (549603) 2011 ON51
- (549604) 2011 OS51
- (549605) 2011 OM52
- (549606) 2011 OY53
- (549607) 2011 OA55
- (549608) 2011 OQ55
- (549609) 2011 OO61
- (549610) 2011 OP61
- (549611) 2011 OY61
- (549612) 2011 OB62
- (549613) 2011 OF63
- (549614) 2011 OY63
- (549615) 2011 OR65
- (549616) 2011 OS66
- (549617) 2011 OD67
- (549618) 2011 OC70
- (549619) 2011 PM
- (549620) 2011 PV3
- (549621) 2011 PD6
- (549622) 2011 PA8
- (549623) 2011 PZ11
- (549624) 2011 PT13
- (549625) 2011 PV17
- (549626) 2011 PE19
- (549627) 2011 PG19
- (549628) 2011 QM
- (549629) 2011 QL1
- (549630) 2011 QM5
- (549631) 2011 QR9
- (549632) 2011 QH10
- (549633) 2011 QF11
- (549634) 2011 QW12
- (549635) 2011 QD13
- (549636) 2011 QM15
- (549637) 2011 QN16
- (549638) 2011 QY17
- (549639) 2011 QK24
- (549640) 2011 QN27
- (549641) 2011 QG29
- (549642) 2011 QB33
- (549643) 2011 QQ34
- (549644) 2011 QB35
- (549645) 2011 QD36
- (549646) 2011 QQ37
- (549647) 2011 QW38
- (549648) Shirokov
- (549649) 2011 QR39
- (549650) 2011 QR45
- (549651) 2011 QL48
- (549652) 2011 QM48
- (549653) 2011 QA51
- (549654) 2011 QU52
- (549655) 2011 QE54
- (549656) 2011 QS56
- (549657) 2011 QZ59
- (549658) 2011 QD61
- (549659) 2011 QB63
- (549660) 2011 QW64
- (549661) 2011 QY64
- (549662) 2011 QP65
- (549663) Barczaszabolcs
- (549664) 2011 QG72
- (549665) 2011 QM72
- (549666) 2011 QZ72
- (549667) 2011 QW74
- (549668) 2011 QO76
- (549669) 2011 QT86
- (549670) 2011 QR88
- (549671) 2011 QJ92
- (549672) 2011 QL93
- (549673) 2011 QG97
- (549674) 2011 QK97
- (549675) 2011 QP103
- (549676) Thanjavur
- (549677) 2011 QG105
- (549678) 2011 QH105
- (549679) 2011 QB106
- (549680) 2011 QE106
- (549681) 2011 QP106
- (549682) 2011 QT106
- (549683) 2011 QX106
- (549684) 2011 QF108
- (549685) 2011 RH
- (549686) 2011 RA1
- (549687) 2011 RG1
- (549688) 2011 RX7
- (549689) 2011 RZ15
- (549690) 2011 RA16
- (549691) 2011 RH18
- (549692) 2011 RS18
- (549693) 2011 RK21
- (549694) 2011 RS21
- (549695) 2011 RG22
- (549696) 2011 RE23
- (549697) 2011 RM23
- (549698) 2011 RG27
- (549699) 2011 RV27
- (549700) 2011 RS29
- (549701) 2011 SM
- (549702) 2011 SC1
- (549703) 2011 SH3
- (549704) 2011 SW10
- (549705) 2011 SC24
- (549706) Spbuni
- (549707) 2011 SY24
- (549708) 2011 SH37
- (549709) 2011 SR38
- (549710) 2011 SM41
- (549711) 2011 SE43
- (549712) 2011 SG46
- (549713) 2011 SL54
- (549714) 2011 SX55
- (549715) 2011 SK56
- (549716) 2011 SE57
- (549717) 2011 SR58
- (549718) 2011 SZ58
- (549719) 2011 SX62
- (549720) 2011 SZ65
- (549721) 2011 SA66
- (549722) 2011 SP66
- (549723) 2011 SQ67
- (549724) 2011 SA69
- (549725) 2011 SA79
- (549726) 2011 SJ80
- (549727) 2011 SV83
- (549728) 2011 SG84
- (549729) 2011 SU85
- (549730) 2011 SN86
- (549731) 2011 SD87
- (549732) 2011 SM89
- (549733) 2011 SS95
- (549734) 2011 SR97
- (549735) 2011 SJ100
- (549736) 2011 SU101
- (549737) 2011 SY105
- (549738) 2011 ST106
- (549739) 2011 SQ109
- (549740) 2011 SH112
- (549741) 2011 SA113
- (549742) 2011 SH116
- (549743) 2011 SQ118
- (549744) Heimpál
- (549745) 2011 SO123
- (549746) 2011 SD128
- (549747) 2011 SS129
- (549748) 2011 SE138
- (549749) 2011 SY139
- (549750) 2011 SG143
- (549751) 2011 SR144
- (549752) 2011 SQ146
- (549753) 2011 SY155
- (549754) 2011 SY157
- (549755) 2011 ST158
- (549756) 2011 SX159
- (549757) 2011 SB164
- (549758) 2011 SC171
- (549759) 2011 SV173
- (549760) 2011 SO175
- (549761) 2011 SA187
- (549762) 2011 SL190
- (549763) 2011 SG192
- (549764) 2011 SG194
- (549765) 2011 SK196
- (549766) 2011 SJ197
- (549767) 2011 SW198
- (549768) 2011 SM200
- (549769) 2011 SZ203
- (549770) 2011 SP205
- (549771) 2011 SH206
- (549772) 2011 SU207
- (549773) 2011 SK208
- (549774) 2011 SS218
- (549775) 2011 SL219
- (549776) 2011 SC222
- (549777) 2011 SH222
- (549778) 2011 SA224
- (549779) 2011 SC224
- (549780) 2011 SS225
- (549781) 2011 SO228
- (549782) 2011 SW237
- (549783) 2011 SR240
- (549784) 2011 ST242
- (549785) 2011 SW245
- (549786) 2011 SX248
- (549787) 2011 SW249
- (549788) 2011 SS250
- (549789) 2011 SW258
- (549790) 2011 SH259
- (549791) 2011 SS264
- (549792) 2011 SZ265
- (549793) 2011 SU266
- (549794) 2011 SF279
- (549795) 2011 SQ281
- (549796) 2011 SP282
- (549797) 2011 SH284
- (549798) 2011 SH285
- (549799) 2011 SQ285
- (549800) 2011 SZ285
- (549801) 2011 SV286
- (549802) 2011 SU296
- (549803) 2011 SW301
- (549804) 2011 SK302
- (549805) 2011 SW302
- (549806) 2011 SH303
- (549807) 2011 SP304
- (549808) 2011 SV304
- (549809) 2011 SY305
- (549810) 2011 SL310
- (549811) 2011 SJ314
- (549812) 2011 SM317
- (549813) 2011 SB318
- (549814) 2011 SE320
- (549815) 2011 TN1
- (549816) 2011 TD7
- (549817) 2011 TG11
- (549818) 2011 TC15
- (549819) 2011 TK15
- (549820) 2011 TZ15
- (549821) 2011 TR16
- (549822) 2011 TS16
- (549823) 2011 UK4
- (549824) 2011 UF11
- (549825) 2011 UR11
- (549826) 2011 UA15
- (549827) 2011 UN19
- (549828) 2011 UX28
- (549829) 2011 UO32
- (549830) 2011 UB40
- (549831) 2011 US41
- (549832) 2011 UZ46
- (549833) 2011 UW48
- (549834) 2011 UK52
- (549835) 2011 UM54
- (549836) 2011 UZ57
- (549837) 2011 UT64
- (549838) 2011 UP69
- (549839) 2011 UD70
- (549840) 2011 UZ76
- (549841) 2011 UK79
- (549842) 2011 UD84
- (549843) 2011 UG84
- (549844) 2011 UC85
- (549845) 2011 UV85
- (549846) 2011 UD86
- (549847) 2011 UO98
- (549848) 2011 UV100
- (549849) 2011 US106
- (549850) 2011 UE108
- (549851) 2011 UZ111
- (549852) 2011 UF133
- (549853) 2011 UZ137
- (549854) 2011 UZ141
- (549855) 2011 UN145
- (549856) 2011 UV151
- (549857) 2011 UQ152
- (549858) 2011 UN156
- (549859) 2011 UZ160
- (549860) 2011 UK166
- (549861) 2011 UD167
- (549862) 2011 UH168
- (549863) 2011 UQ169
- (549864) 2011 UB170
- (549865) 2011 UY170
- (549866) 2011 UA174
- (549867) 2011 UA175
- (549868) 2011 UC184
- (549869) 2011 UR185
- (549870) 2011 UD193
- (549871) 2011 UX193
- (549872) 2011 UJ195
- (549873) Portsevskii
- (549874) 2011 UY205
- (549875) 2011 UF206
- (549876) 2011 UQ224
- (549877) 2011 UT225
- (549878) 2011 US229
- (549879) 2011 UQ234
- (549880) 2011 UR241
- (549881) 2011 UR257
- (549882) 2011 UQ262
- (549883) 2011 US267
- (549884) 2011 UC272
- (549885) 2011 UJ276
- (549886) 2011 UU276
- (549887) 2011 UE291
- (549888) 2011 UT293
- (549889) 2011 UN300
- (549890) 2011 UQ315
- (549891) 2011 UV317
- (549892) 2011 UN320
- (549893) 2011 UH322
- (549894) 2011 UM330
- (549895) 2011 UW332
- (549896) 2011 UA337
- (549897) 2011 US342
- (549898) 2011 UC349
- (549899) 2011 UC350
- (549900) 2011 UE354
- (549901) 2011 UG361
- (549902) 2011 UK362
- (549903) 2011 UH367
- (549904) 2011 UW368
- (549905) 2011 UX371
- (549906) 2011 UW375
- (549907) 2011 UL391
- (549908) 2011 UU394
- (549909) 2011 UV395
- (549910) 2011 UK396
- (549911) 2011 UC402
- (549912) 2011 UZ402
- (549913) 2011 UV406
- (549914) 2011 UM408
- (549915) 2011 UW413
- (549916) 2011 UF417
- (549917) 2011 UK420
- (549918) 2011 UN420
- (549919) 2011 UU422
- (549920) 2011 UR423
- (549921) 2011 UR424
- (549922) 2011 UB426
- (549923) 2011 UG426
- (549924) 2011 UT426
- (549925) 2011 US427
- (549926) 2011 UL434
- (549927) 2011 UY436
- (549928) 2011 UN442
- (549929) 2011 UY444
- (549930) 2011 UF445
- (549931) 2011 UA447
- (549932) 2011 UY448
- (549933) 2011 UH458
- (549934) 2011 UP460
- (549935) 2011 UW464
- (549936) 2011 UB465
- (549937) 2011 UT465
- (549938) 2011 UY466
- (549939) 2011 US467
- (549940) 2011 VB6
- (549941) 2011 VL7
- (549942) 2011 VM11
- (549943) 2011 VO16
- (549944) 2011 VR24
- (549945) 2011 VY24
- (549946) 2011 VP25
- (549947) 2011 VL32
- (549948) 2011 WL2
- (549949) 2011 WX7
- (549950) 2011 WB10
- (549951) 2011 WV10
- (549952) 2011 WF11
- (549953) 2011 WR14
- (549954) 2011 WS14
- (549955) 2011 WZ19
- (549956) 2011 WD25
- (549957) 2011 WC26
- (549958) 2011 WV27
- (549959) 2011 WG28
- (549960) 2011 WK28
- (549961) Földesistván
- (549962) 2011 WR32
- (549963) 2011 WY32
- (549964) 2011 WG36
- (549965) 2011 WB37
- (549966) 2011 WG38
- (549967) 2011 WH39
- (549968) 2011 WJ39
- (549969) 2011 WC41
- (549970) 2011 WP42
- (549971) 2011 WK50
- (549972) 2011 WD51
- (549973) 2011 WU51
- (549974) 2011 WT53
- (549975) 2011 WU55
- (549976) 2011 WL56
- (549977) 2011 WL64
- (549978) 2011 WY67
- (549979) 2011 WA71
- (549980) 2011 WY73
- (549981) 2011 WC76
- (549982) 2011 WL76
- (549983) 2011 WF80
- (549984) 2011 WE85
- (549985) 2011 WC99
- (549986) 2011 WK102
- (549987) 2011 WS111
- (549988) 2011 WC113
- (549989) 2011 WO114
- (549990) 2011 WV120
- (549991) 2011 WC122
- (549992) 2011 WW124
- (549993) 2011 WN128
- (549994) 2011 WW130
- (549995) 2011 WW131
- (549996) Dmitriiguliutin
- (549997) 2011 WB133
- (549998) 2011 WW135
- (549999) 2011 WO136
- (550000) 2011 WQ137